# TMEM216

## وصف
TMEM216‏ (Transmembrane protein 216) هوَ بروتين يُشَفر بواسطة جين TMEM216 في الإنسان.